# Esther Heesch

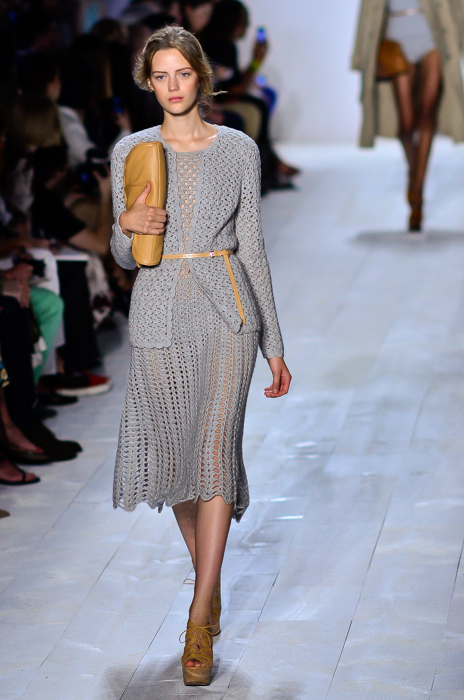
Esther Heesch (2013)

Esther Heesch (* 6. September 1996 in Lübeck) ist ein deutsches Model.

## Karriere
Heesch wurde Ende 2011 im Alter von 15 Jahren in Hamburg vom Scout einer Modelagentur entdeckt und unterschrieb dort einen Vertrag. Ihr Durchbruch gelang ihr durch die Christian Dior Couture Show in Paris im Juli 2012.
Kurz darauf lief sie auf der Berliner Fashion Week fünf Shows. 2012 war sie dreimal auf dem Cover des D-Magazines und einmal auf dem Cover der dänischen ELLE.
Im Frühjahr 2013 lief sie bei den internationalen Fashion Weeks in New York, Mailand und Paris 55 Shows und weitere 44 im Herbst 2013. Unter anderen lief sie für Prada, Chanel, Calvin Klein, Valentino, Céline, Miu Miu, Chloé, Dolce & Gabbana, Loewe, Isabel Marant, Roland Mouret, Lanvin, Dries Van Noten, Salvatore Ferragamo, Emilio Pucci, Sonia Rykiel, Hermès, Armani Privé, Elie Saab, Alexander McQueen, Stella McCartney und Paco Rabanne.
2012 und 2013 erschien sie in mehreren Editorials von Magazinen, unter anderem der italienischen, deutschen, japanischen und türkischen VOGUE, Dazed and Confused, i-D, Interview, Vanity Fair.
Weitere Engagements hatte sie 2012 und 2013 für die Werbekampagnen von Chloé, Emporio Armani, Valentino und Closed. 2014 war sie das Gesicht der Tom-Ford- und Valentino-Frühjahr/Sommer-2014-Kampagnen.

## Privatleben
Heeschs Mutter ist Goldschmiedin, ihr Vater Arzt. Sie hat eine ältere Schwester und einen jüngeren Bruder. Sie tanzt seit ihrem 7. Lebensjahr Ballett.
Esther Heesch ist seit 2021 mit dem Bayer 04 Leverkusen-Torwart und Mannschaftskapitän Lukáš Hrádecký zusammen. Das Paar, das in Düsseldorf lebt, hat seit Januar 2024 eine Tochter.